# Primeira Divisão (pallavolo femminile)
La Primeira Divisão, massima divisione del campionato portoghese, è una competizione pallavolistica per squadre di club portoghesi femminili, organizzata con cadenza annuale dalla FPV.

## Edizioni
| Anno             | Podio               | Podio            | Podio            |
| Campione         | Seconda             | Terza            |                  |
| ---------------- | ------------------- | ---------------- | ---------------- |
| 1959-60 Dettagli | Espinho             | -                | -                |
| 1960-61 Dettagli | Espinho             | -                | -                |
| 1961-62 Dettagli | CDUP                | -                | -                |
| 1962-63 Dettagli | Espinho             | -                | -                |
| 1963-64 Dettagli | Espinho             | -                | -                |
| 1964-65 Dettagli | Leixões             | -                | -                |
| 1965-66 Dettagli | Leixões             | -                | -                |
| 1966-67 Dettagli | Benfica             | -                | -                |
| 1967-68 Dettagli | Benfica             | -                | -                |
| 1968-69 Dettagli | Benfica             | -                | -                |
| 1969-70 Dettagli | Benfica             | -                | -                |
| 1970-71 Dettagli | Benfica             | -                | -                |
| 1971-72 Dettagli | Benfica             | -                | -                |
| 1972-73 Dettagli | Benfica             | -                | -                |
| 1973-74 Dettagli | Benfica             | -                | -                |
| 1974-75 Dettagli | Benfica             | -                | -                |
| 1975-76 Dettagli | Leixões             | -                | -                |
| 1976-77 Dettagli | Leixões             | -                | -                |
| 1977-78 Dettagli | Leixões             | -                | -                |
| 1978-79 Dettagli | Leixões             | -                | -                |
| 1979-80 Dettagli | Leixões             | -                | -                |
| 1980-81 Dettagli | Leixões             | -                | -                |
| 1981-82 Dettagli | Leixões             | -                | -                |
| 1982-83 Dettagli | Leixões             | -                | -                |
| 1983-84 Dettagli | Leixões             | -                | -                |
| 1984-85 Dettagli | Leixões             | -                | -                |
| 1985-86 Dettagli | Leixões             | -                | -                |
| 1986-87 Dettagli | Boavista            | -                | -                |
| 1987-88 Dettagli | Boavista            | -                | -                |
| 1988-89 Dettagli | Leixões             | -                | -                |
| 1989-90 Dettagli | Boavista            | -                | -                |
| 1990-91 Dettagli | Estrelas da Avenida | -                | -                |
| 1991-92 Dettagli | Leixões             | -                | -                |
| 1992-93 Dettagli | Boavista            | -                | -                |
| 1993-94 Dettagli | Castêlo da Maia     | -                | -                |
| 1994-95 Dettagli | Boavista            | -                | -                |
| 1995-96 Dettagli | Castêlo da Maia     | -                | -                |
| 1996-97 Dettagli | Castêlo da Maia     | -                | -                |
| 1997-98 Dettagli | Castêlo da Maia     | -                | -                |
| 1998-99 Dettagli | Castêlo da Maia     | -                | -                |
| 1999-00 Dettagli | Castêlo da Maia     | -                | -                |
| 2000-01 Dettagli | Castêlo da Maia     | Boavista         | Madeira          |
| 2001-02 Dettagli | Castêlo da Maia     | -                | -                |
| 2002-03 Dettagli | Castêlo da Maia     | Madeira          | Vilacondense     |
| 2003-04 Dettagli | Madeira             | Boavista         | Castêlo da Maia  |
| 2004-05 Dettagli | Trofa               | Madeira          | Boavista         |
| 2005-06 Dettagli | Madeira             | Trofa            | Ribeirense       |
| 2006-07 Dettagli | Trofa               | Ribeirense       | Madeira          |
| 2007-08 Dettagli | Trofa               | Ribeirense       | Madeira          |
| 2008-09 Dettagli | Trofa               | Ribeirense       | Gueifães         |
| 2009-10 Dettagli | Trofa               | Ribeirense       | Gueifães         |
| 2010-11 Dettagli | Ribeirense          | Trofa            | Madeira          |
| 2011-12 Dettagli | Ribeirense          | Gueifães         | Madeira          |
| 2012-13 Dettagli | Ribeirense          | Ribeirense       | -                |
| 2013-14 Dettagli | Rosário             | Ribeirense       | -                |
| 2014-15 Dettagli | Porto 2014          | Leixões          | Belenenses       |
| 2015-16 Dettagli | Famalicão           | Porto 2014       | Leixões          |
| 2016-17 Dettagli | Leixões             | Porto 2014       | Clube K          |
| 2017-18 Dettagli | Leixões             | Clube K          | Porto 2014       |
| 2018-19 Dettagli | Leixões             | Famalicão        | Kairós           |
| 2019-20 Dettagli | Non assegnato       | Non assegnato    | Non assegnato    |
| 2020-21 Dettagli | Porto               | Leixões          | Sporting Lisbona |
| 2021-22 Dettagli | Porto               | Leixões          | Sporting Lisbona |
| 2022-23 Dettagli | Porto               | Sporting Lisbona | Leixões          |

## Palmarès
| Squadra             | Titolo | Edizione |
| ------------------- | ------ | --- |
| Leixões             | 18     | 1964-65, 1965-66, 1975-76, 1976-77, 1977-78, 1978-79, 1979-80, 1980-81, 1981-82, 1982-83, 1983-84, 1984-85, 1985-86, 1988-89, 1991-92, 2016-17, 2017-18, 2018-19 |
| Benfica             | 9      | 1966-67, 1967-68, 1968-69, 1969-70, 1970-71, 1971-72, 1972-73, 1973-74, 1974-75                                                                                  |
| Castêlo da Maia     | 9      | 1993-94, 1995-96, 1996-97, 1997-98, 1998-99, 1999-00, 2000-01, 2001-02, 2002-03                                                                                  |
| Boavista            | 5      | 1986-87, 1987-88, 1989-90, 1992-93, 1994-95 |
| Trofa               | 5      | 2004-05, 2006-07, 2007-08, 2008-09, 2009-10 |
| Espinho             | 4      | 1959-60, 1960-61, 1962-63, 1963-64 |
| Ribeirense          | 3      | 2010-11, 2011-12, 2012-13 |
| Porto               | 3      | 2020-21, 2021-22, 2022-23 |
| Madeira             | 2      | 2003-04, 2005-06 |
| CDUP                | 1      | 1961-62 |
| Estrelas da Avenida | 1      | 1990-91 |
| Rosário             | 1      | 2013-14 |
| Porto 2014          | 1      | 2014-15 |
| Famalicão           | 1      | 2015-16 |